# 道格拉斯角
80°55′S 160°52′E / 80.917°S 160.867°E
道格拉斯角（英語：Cape Douglas）是南極洲的海岬，位於羅斯冰架西部，該海岬由英國探險隊發現，以該國的海軍大臣命名，現時由南極條約體系管理。